# Dichelacera aurata
Dichelacera aurata är en tvåvingeart som beskrevs av Wilkerson 1979. Dichelacera aurata ingår i släktet Dichelacera och familjen bromsar.
Artens utbredningsområde är Colombia. Inga underarter finns listade i Catalogue of Life.